# 山下潤
山下 潤（やました じゅん、1997年8月23日 - ）は、日本の陸上競技選手、全日本空輸人事部社員（アスナビ採用社員）である。福島県福島市出身。東京五輪日本代表。

## 経歴
福島大学附属中学校、福島県立福島高等学校、筑波大学体育専門学群に学ぶ。大学時代はスポーツ科学者の前村公彦や谷川聡に師事し、スポーツバイオメカニクスを専攻した。谷川らとの共同研究でまとめた「直線スプリントと曲線スプリントにおける左右脚の力発揮特性について」は、日本スプリント学会第30回大会で口頭発表された。その後、日本オリンピック委員会の「アスナビ」を通じてANAホールディングス傘下の全日本空輸に就職した。同期入社に大本里佳がいる。全日本空輸では人事部に所属し、ANAブルーモンスターズ講師などの業務に従事している。
2019年、ドーハ世界陸上に男子200mで日本代表入り。
2021年7月2日、サニブラウン・アブデル・ハキーム、飯塚翔太とともに東京オリンピックの200m代表内定が発表された。
2021年8月の東京オリンピックでは男子200mに出場。予選3組で20秒78をマークし5着。このタイムはサニブラウン・アブデル・ハキーム、飯塚翔太を上回り、日本勢では最高タイムだった。
陸上競技選手、オリンピアン、教師、陸上競技指導者の山下訓史は父、陸上競技選手、オリンピアン、全日本空輸社員（アスナビ採用社員）の山下航平は兄、陸上競技選手の山下桐子は妹。